# 徐温
徐 温（じょ おん、862年 - 927年）は、唐末から五代十国時代の人物。字は敦美。海州朐山県（現在の江蘇省連雲港市海州区）の出身。「淮南節度使」の楊行密の配下で右衙指揮使を務めた。祖父は徐志、子は徐知訓・徐知詢・徐知誨・徐知諫・徐知証・徐知諤ら。養子は南唐の建国者の李昪（徐知誥）。
天祐2年（905年）、「呉王」の楊行密が死去すると、長男の楊渥が次の「呉王」になった。しかしその性格は傲慢かつ奢侈に耽り、国の将来に前途不安を与えるものであった。徐温と左衙指揮使の張顥は天祐4年（907年）に兵変を起こし、「呉」の国権を掌握した。また、徐温は同僚の張顥と一緒に楊行密の作った私軍「黒雲都」も掌握していた。もはや、呉王はもう徐温の傀儡の王であった。
翌天祐5年（908年）、徐温は楊渥を殺害し、楊行密の次男の楊隆演を次の「呉王」に擁立した。また、徐温は同僚の張顥も殺害した。ここに徐温は、自分に敵対する邪魔者たちを消すことに成功し、「呉」の国権は徐温のものとなった。その後、徐温は駱知祥・厳可求を重用し、自分の権力基盤を固めていき、楊氏勢力を漸次排除していった。
天祐12年（915年）、徐温は管内水陸馬歩諸軍都指揮使・両浙都招討使・守侍中・斉国公に封じられ潤州を拠点とした。
天祐16年（919年）、楊隆演が「呉王」となると、徐温は大丞相・都督中外諸軍事・諸道都統・鎮海寧国両軍節度使・守太尉兼中書令・東海郡王に封じられた。しかし、呉の実際の権力は徐温が握っていた。
920年、楊隆演が死ぬと、徐温は弟の楊溥を次の「呉王」に擁立した。この時、徐温はすでに楊溥から自分に「呉王」の地位の禅譲を考えていた。
順義7年（927年）、徐温は自分の野望を実現する目前にして死去した。その後、徐温は斉王と追封、忠武王と追諡され、養子の徐知誥が次の地位を継承した。
その後、徐知誥が南唐を建国した後、徐温は武皇帝と追諡され、廟号を太祖とされた。更に徐知誥が「李昪」と改名した後に、廟号を義祖と改められた。